# Su (Familienname)
Su ist ein chinesischer Familienname.

## Namensträger
- Su Bin (* 1965), chinesischer verurteilter Verbrecher
- Su Bingtian (* 1989), chinesischer Sprinter
- Su Buqing (1902–2003), chinesischer Mathematiker
- Su Ching-heng (* 1992), taiwanischer Badmintonspieler
- Cong Su (* 1957), chinesisch-deutscher Filmkomponist, Musiker und Hochschullehrer
- Dominic Su Haw Chiu (* 1939), malaysischer Priester und Bischof von Sibu
- Su Hua (* 1982), chinesischer Unternehmer
- Su Hui (Dichterin) (4. Jahrhundert), chinesische Dichterin
- Su Hui (Ruderer) (* 1982), chinesischer Ruderer, Olympiateilnehmer 2004
- Jennifer Su (* 1968), südafrikanische Sängerin und Moderatorin
- Su Jia-chyuan (* 1956), taiwanischer Politiker
- Julie Su (* 1969), US-amerikanische Bürger- und Arbeitsrechtsanwältin und Politikerin
- Su Lingdan (* 1997), chinesische Speerwerferin
- Lisa Su (* 1969), US-amerikanische Elektroingenieurin und Managerin
- Martin Su Yao-wen (* 1959), taiwanischer Priester, Bischof von Taichung
- Su Meng (* 1988), chinesische klassische Gitarristin
- Michael Su (* 1967), taiwanisch-US-amerikanischer Kameramann, Filmschaffender, Schauspieler und Synchronsprecher
- Nat Su (* 1963), Schweizer Jazz-Saxophonist
- Nobu Su, taiwanischer Unternehmer
- Su Qian (* 1988), chinesische Mittelstreckenläuferin
- Ruhi Su (1912–1985), türkischer Volkssänger und Saz-Spieler
- Su Shi (1037–1101), Dichter, Maler, Kalligraf und Politiker der chinesischen Song-Dynastie
- Su Shulin (* 1962), chinesischer Manager
- Su Song (1020–1101), chinesischer Universalgelehrter
- Su Tong (* 1963), chinesischer Schriftsteller
- Su Tseng-chang (* 1947), nationalchinesischer Politiker und Premierminister der Republik China
- Su Wei-Yu (* 1976), taiwanischer Tennisspieler
- Su Wen (Leichtathlet) (* 1999), chinesischer Dreispringer
- Su Xiaokang (* 1949), Dissident in der Volksrepublik China
- Su Xinyue (* 1991), chinesische Diskuswerferin
- Su Xiongfeng (* 1987), chinesischer Weitspringer
- Su Xuelin (1897–1999), chinesische Schriftstellerin und Gelehrte
- Su Yiming (* 2004), chinesischer Snowboarder
- Yuhan Su, taiwanische Jazzmusikerin
- Su Zhenhua (1912–1979), chinesischer Politiker und General (Volksrepublik China)